# معاملة المثليين في الفاتيكان
يستند قانون العقوبات المتعلق بالمثلية الجنسية في الفاتيكان إلى قانون العقوبات الإيطالي لعام 1929، وهو تاريخ تأسيس دولة الفاتيكان ذات السيادة. بين عامي 1929 و 2008، اعتمدت مدينة الفاتيكان تلقائيًا معظم القوانين الإيطالية. ومع ذلك، فقد أُعلن في أواخر عام 2008 أن الفاتيكان لن يعتمد تلقائياً القوانين الإيطالية الجديدة كقوانينه.

## القانون الجنائي

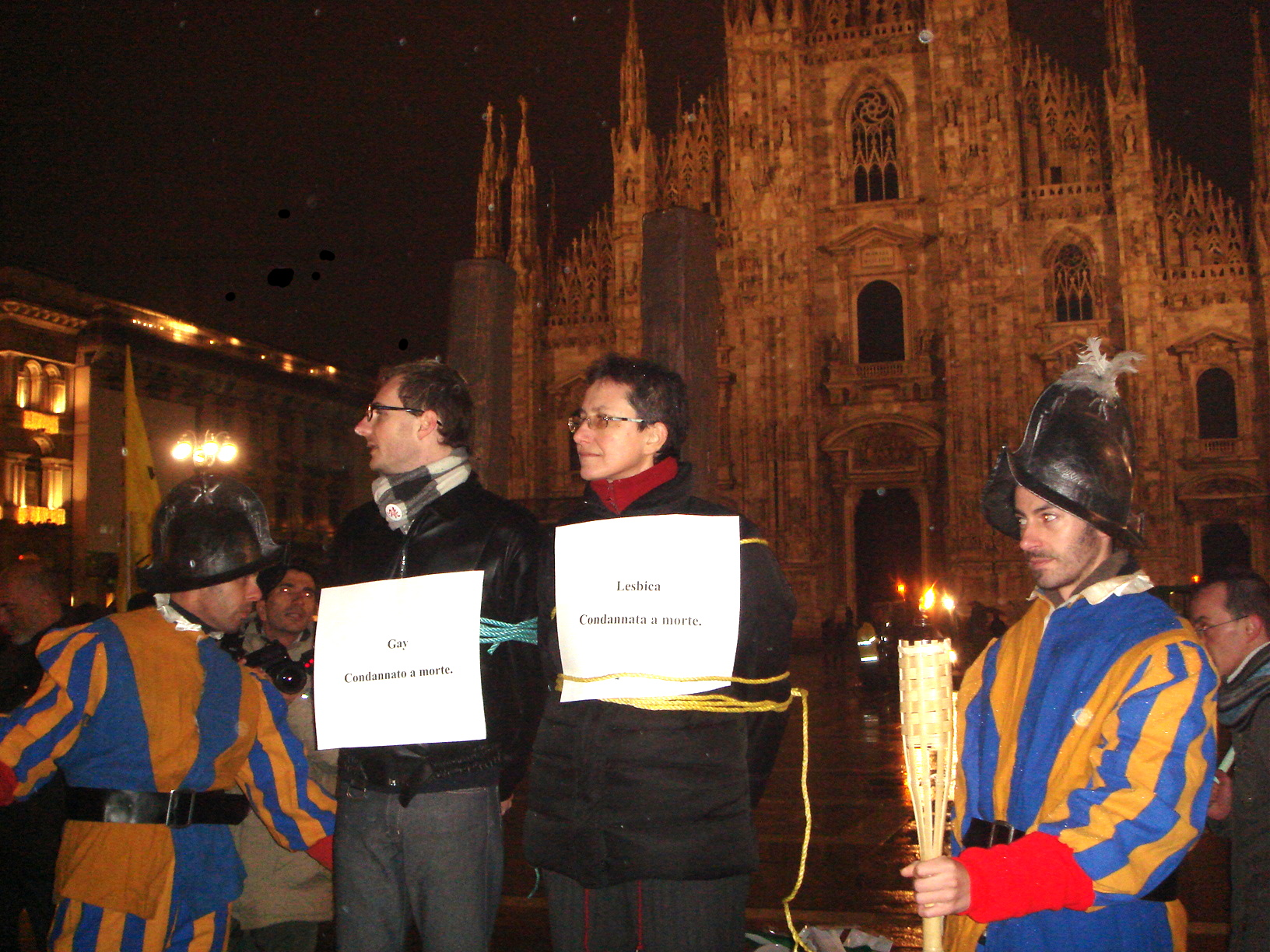
مظاهرة في عام 2008 ضد الفاتيكان والقوانين المعادية للمثليين التي يتم تطبيقها في الكنيسة الكاثوليكية

لا توجد قوانين جنائية ضد النشاط الجنسي المثلي غير التجاري والخاص بين البالغين المتوافقين بالتراضي. منذ عام 2013، بلغ سن الرشد 18 عامًا، باستثناء الجنس داخل الزواج، وفي هذه الحالة يكون عمره 14 عامًا.
ينص التعليم المسيحي للكنيسة الكاثوليكية عام 1992، والذي يمثل العقيدة الكاثوليكية الحالية، على أن لا يتعرض المثليون جنسياً للتمييز الجائر. في 18 ديسمبر 2008، وافق الكرسي الرسولي على عدم تجريم النشاط الجنسي المثلي، على الرغم من الإعراب عن معارضته لصياغة «إعلان حقوق الإنسان والتوجه الجنسي والهوية الجندرية» الذي تم تقديمه في الجمعية العامة للأمم المتحدة في نفس اليوم.

## الحقوق المدنية
لا تملك دولة الفاتيكان أية أحكام خاصة بالحقوق المدنية تشمل التوجه الجنسي أو الهوية الجندرية. ومع ذلك، فإن التعليم المسيحي للكنيسة الكاثوليكية عام 1992 يعلِّم أنه في حين أن النشاط الجنسي المثلي فيه خلل شديد، لا يجب أن يكون هناك تمييز ظالم ضد المثليين جنسياً.
يجب أن لايكون الدبلوماسيون الأجانب، لكي يكونوا قبولهم، جزءًا من عائلة مثلية، ويجب أن لا يكون مطلقًا.. في عام 2008، تم رفض جان-لوب كوهن-ديلفورج، وهو ديبلوماسي مثلي الجنس علنا، ليكون المبعوث الفرنسي للكرسي الرسولي، كونه يعيش في اتفاقية التضامن المدني مع شريكه، بواسطة مسؤولون كاثوليكيين.
في 13 يناير / كانون الثاني 1998، أضرم الناشط في حقوق المثليين من منظمة أرتشيغاي ألفريدو أورماندو النار في نفسه في ساحة القديس بطرس (الواقعة تحت سلطة الفاتيكان) احتجاجًا على موقف الرفض عميق الجذور الذي عبر عنه الدين الكاثوليكي دومًا تجاه المثلية الجنسية. توفي بعد بضعة أيام في المستشفى نتيجة للحروق الشديدة التي أصيب بها.

## الاعتراف القانوني بالعلاقات المثلية
لطالما أعرب الفاتيكان عن مخالفته الشديد لاعتراف مدني بالاتحادات المدنية وزواج المثليين وضد حقوق تبني المثليين للأطفال.

## الحماية من التمييز
يحتفظ الفاتيكان بالحق غير القابل للتصرف في إزالة أي مسؤول أو موظف يعترف علناً بكونه مثلي الجنس أو حتى من يشكك في السياسة العامة للفاتيكان تجاه مثليي الجنس.

## قضايا المتحولين جنسيا
وفقا للتعليم المسيحي للكنيسة الكاثوليكية:
«لقد تم إنشاء رجل وامرأة، وهذا يعني إرادة الرب: من ناحية، والمساواة الكاملة كإنسان؛ من ناحية أخرى، في كل منهما كرجل وامرأة.» كونها رجل «أو» كونها امرأة «هو حقيقة جيدة وإرادة من الرب: رجل وامرأة يمتلكان كرامة غير قابلة للتصرف تأتي إليهما على الفور من الرب خالقهما. إن الرجل والمرأة لهما نفس الكرامة» على صورة الرب ". "كونها رجل«و» كونها امرأة«، فهي تعكس حكمة الخالق وصلاحه».
في وثيقة عام 2016 "أموريس لايتيشيا" (بالإيطالية: Amoris Laetitia)‏، التي كتبها البابا فرنسيس بعد محفل كنسي (سينود) شارك فيه جزء كبير من الأساقفة الكاثوليك من جميع أنحاء العالم، كتب: "يجب التأكيد على أن" الجنس البيولوجي والدور الاجتماعي-الثقافي يمكن التمييز بين الجنس (الجندر) ولكن لا يمكن فصلهما".

## فيروس نقص المناعة البشرية/الإيدز
لا توجد حالات معروفة للإصابة بالإيدز أو فيروس نقص المناعة البشرية في الفاتيكان. على الصعيد الدولي، كانت حكومة الفاتيكان من المعارضين الرئيسيين لاستخدام الواقي الذكري كجزء من أي حملة لوقف انتشار وباء فيروس نقص المناعة البشرية/الإيدز.

## ملخص
| قانونية النشاط الجنسي المثلي                                                                     | (منذ عام 1890) |
| المساواة في السن القانوني للنشاط الجنسي                                                          | (منذ عام 1890) |
| قوانين مكافحة التمييز في التوظيف                                                                 | (يحتفظ الكرسي الرسولي بالحق غير القابل للتصرف في إزالة أي موظف يعلن أنه مثلي الجنس أو بانه ضد موقف الكنيسة الكاثوليكية بشأن المثلية الجنسية) |
| قوانين مكافحة التمييز في توفير السلع والخدمات                                                    | No |
| قوانين مكافحة التمييز في جميع المجالات الأخرى (تتضمن التمييز غير المباشر، خطاب الكراهية)         | No |
| قوانين مكافحة أشكال التمييز المعنية بالهوية الجندرية                                             | No |
| زواج المثليين                                                                                    | No |
| الاعتراف القانوني بالعلاقات المثلية                                                              | No |
| تبني أحد الشريكين للطفل البيولوجي للشريك الآخر                                                   | No |
| التبني المشترك للأزواج المثليين                                                                  | No |
| يسمح للمثليين والمثليات ومزدوجي التوجه الجنسي بالخدمة علناً في فيلق الدرك والحرس السويسري البابوي | No |
| الحق بتغيير الجنس القانوني                                                                       | No |
| علاج التحويل محظور على القاصرين                                                                  | No |
| الحصول على أطفال أنابيب للمثليات والأمومة التلقائية للطفل بعد الولادة                            | No |
| تأجير الأرحام التجاري للأزواج المثليين من الذكور                                                 | (محظور على جميع الأزواج بغض النظر عن التوجه الجنسي)                                                                                          |
| السماح للرجال الذين مارسوا الجنس الشرجي بالتبرع بالدم                                            | No |